# Dobrá Voda (powiat Trnawa)
Dobrá Voda (niem. Gutwasser, ale także Guttenstein i węg. Jókő, co znaczy Dobry Kamień) – wieś (obec) na Słowacji w powiecie Trnawa. Po raz pierwszy wzmiankowana w 1392 roku jako Jokw.

## Położenie
Wieś leży w północnej części Małych Karpat, w śródgórskiej Dobrowodzkiej Kotlinie (słow. Dobrovodská kotlina), otoczonej ze wszystkich stron górami, których szczyty wznoszą się na wysokość od 340 do 460 m n.p.m. Przez wieś przepływa potok Horná Blava, prawobrzeżny dopływ Dudváhu. Wieś dostępna jest jedyną drogą od strony południowo-wschodniej, łączącą ją z miejscowością Dechtice i biegnąca przez nią drogą nr 502 Vrbové - Bratysława.
Południową część kotliny budują mioceńskie zlepieńce oraz czwartorzędowe osady dyluwialne i fluwialne (w dolinach potoków). Północnym skrajem wsi przebiega wąski pas wapnistych piaskowców, zlepieńców i piaszczystych margli młodszej kredy, zaliczanych do Pienińskiego Pasa Skałkowego. Północną część katastru wsi budują wapienie i dolomity tzw. wettersteinskie środkowego i młodszego triasu oraz ciemnoszare wapienie tzw. gutensteinskie triasu środkowego, zaliczane do tzw. Dobrowodzkiego Krasu (słow. Dobrovodský kras).

## Historia
Wieś powstała u podnóży istniejącego od XIII w. zamku Dobra Woda, przy lokalnym szlaku wiodącym z Dechtic w dolinie Wagu przez Kotlinę Dobrowodzką i dalej przez góry do Brezovéj pod Bradlom lub do Hradištia pod Vrátnom, już po stronie doliny Myjavy. Już w roku 1363 mieszczanie z Trnawy uzyskali od króla Ludwika I prawo rąbania drewna, łamać kamienia budowlanego i wydobycia wapienia do wyrobu wapna na terenie "Dobrej Wody". Wieś w źródłach pisemnych po raz pierwszy wymieniona była w 1394 r. (pod nazwą Jokew). Z roku 1401 pochodzi najstarszy urbarz, w którym wymieniono obowiązki mieszkańców wobec ich feudalnej władzy. W roku 1437 cesarz Zygmunt Luksemburski uwolnił mieszkańców od płacenia myta i cła na granicach państwa (tzw. trzycatku), zaś w 1467 r. król Maciej Korwin nadał miejscowości status "polnego miasteczka" z prawem urządzania jarmarków. Kolejni władcy (Ferdynand III, Leopold I i Karol III) potwierdzali miejscowości starsze przywileje zwolnienia mieszkańców od podatków na rzecz żupy i państwa. W 1754 r. została założona pierwsza, jednoklasowa szkoła. Z 1782 r. pochodzi najstarsza zachowana pieczęć Dobrej Vody.
Obok rolnictwa mieszkańcy wsi zajmowali się paleniem wapna, produkcją ceramiki i kamieniarstwem. Specyficznymi wyrobami tutejszych kamieniarzy były oryginalne, podkowiaste nagrobki (w formie odwróconej litery "U"), które do dziś można znaleźć na cmentarzach w okolicy.
W 1796 r. Jozef Zechmeister założył tu pierwszą manufakturę - międlarnię (słow. trepáreň) konopia i wytwórnię przędzy. W 1890 rozpoczęto budowę fabryki suchej destylacji drewna. W 1906 r. rozpoczęła się budowa sieci leśnych kolei wąskotorowych, dostarczających do niej drewno z okolicznych lasów (funkcjonowała do 1957 r.). W tym samym roku rozpoczął działalność zakład produkcji dachówek i cegielnia (spłonęła w 1930).
Rozwój miejscowości przerywały różne klęski elementarne. Wśród nich były zarazy morowe (1509, 1562) i wielokrotnie trzęsienia ziemi. Najsilniejsze z nich miało miejsce 10 stycznia 1906 r., kiedy uszkodzeniom uległy prawie wszystkie zabudowania. Epicentrum znajdowało się na wschód od wsi. Było to najsilniejsze trzęsienie ziemi na Słowacji w XX w., a zarazem pierwsze zanotowane w tym kraju przy użyciu sejsmografu.

## Zabytki
- Rzymskokatolicki kościół Narodzenia Maryi Panny, poświęcony w 1820 r. Jego budowę rozpoczęto w roku 1788 na miejscu zanikłej, starej świątyni gotyckiej. Organy z 1830 r., na wieży zegar z roku 1850. Kościół remontowany w 1907 r. po trzęsieniu ziemi z roku poprzedniego i odnowiono w roku 2001[9].
- Kaplica Najświętszej Trójcy z roku 1730.
- Historyczny budynek probostwa powyżej kościoła, w nim znajduje się izba pamiątkowa (słow. Pamätná izba) Jána Hollého otwarta w 1985 r. Na budynku pamiątkowa tablica z roku 1935[10].

W granicach wsi znajduje się rezerwat przyrody Slopy, chroniący fragment Dobrowodzkiego Krasu z cenną wapieniolubną roślinnością. Nad wsią, w granicach rezerwatu, znajdują się ruiny zamku Dobra Woda.
Na miejscowym cmentarzu, w jego górnej części, rośnie lipa drobnolistna, licząca sobie ok. 150 lat. Ma wysokość 35 m i 655 cm obwodu w pierśnicy. Od 2000 r. chroniona.

## Osobistości
W Dobrej Vodzie pod koniec życia żył słowacki ksiądz katolicki, pisarz, poeta i tłumacz Ján Hollý. Do wsi przyjechał po trzydziestoletnim pobycie w Madunicach, gdzie przy pożarze w maju 1843 stracił majątek całego życia i był też ranny. W tym okresie poprosił kościelne zwierzchnictwo o emerytowanie, a w potrzebie przyjął go proboszcz z Dobrej Vody, Martin Lackovič (przyjaciel z czasów studiów). W Dobrej Vodzie mieszkał aż do swojej śmierci 14 kwietnia 1849 i jest pochowany na miejscowym cmentarzu. 11 maja 1854 odsłonięto mu nad grobem pomnik ze słowami Ľudovíta Štúra i popiersiem słowackiego rzeźbiarza Ladislava Dunajskiego.

## Galeria

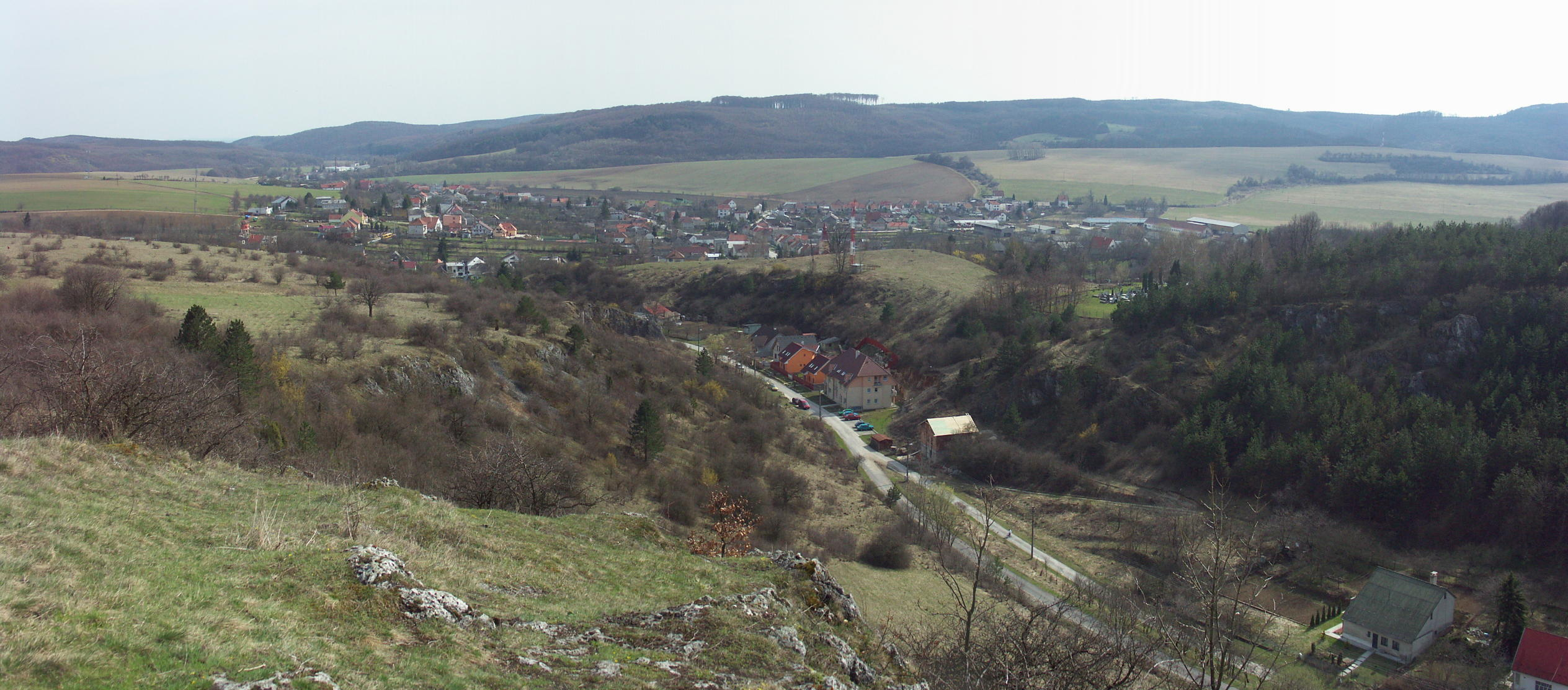
Panorama Dobrej Wody
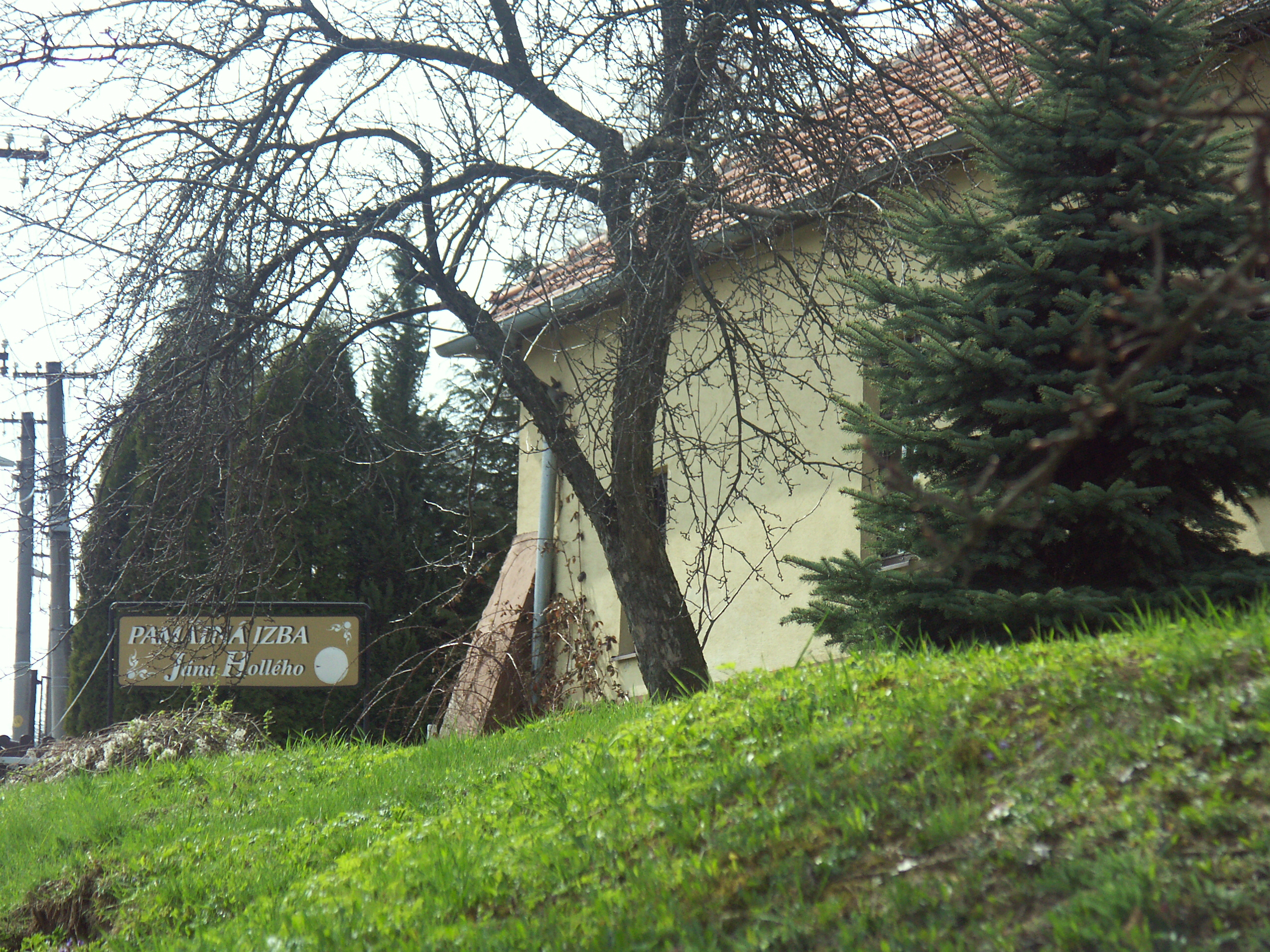
Izba pamiątkowa Jána Hollý'ego
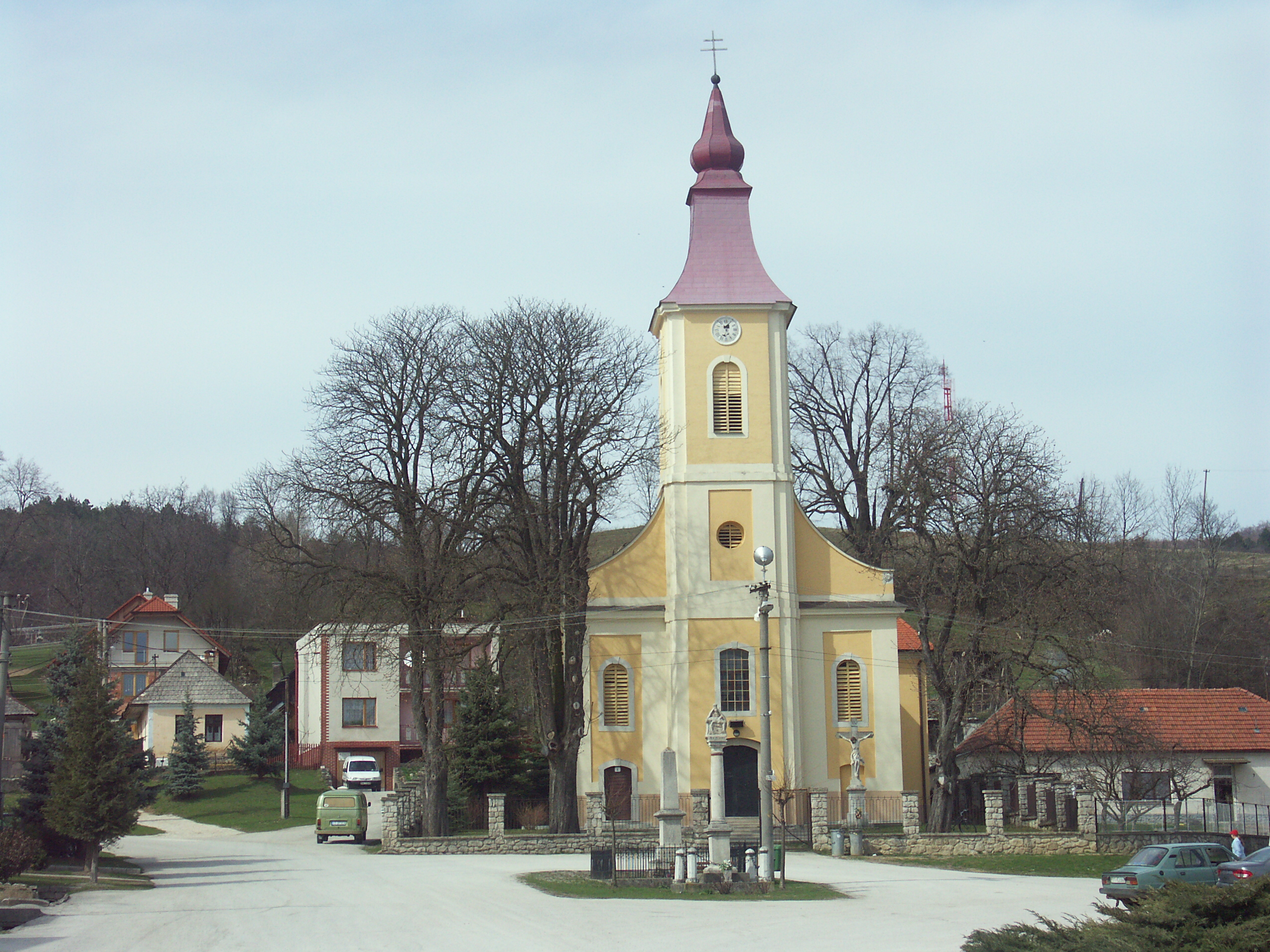
Kościół i rynek Dobrej Wody